# Cacocum
Cacocum est une ville et une municipalité de Cuba dans la province de Holguín.

## Géographie

### Situation
Cacocum se trouve dans le sud-est de l'île de Cuba, dans le nord de la province de Holguín. 
Par la route elle se trouve à 
749 km sud-est de La Havane, 
18 km sud-sud-ouest de sa capitale de province Holguín, et 
160 km nord-ouest de Santiago de Cuba, la principale ville du sud de l'île.
La ville est sur la Carretera Central de Holguín à Bayamo (54 km sud-ouest), le seul tronçon de cette route qui ne soit pas orienté dans le sens de la longueur de l'île de Cuba.

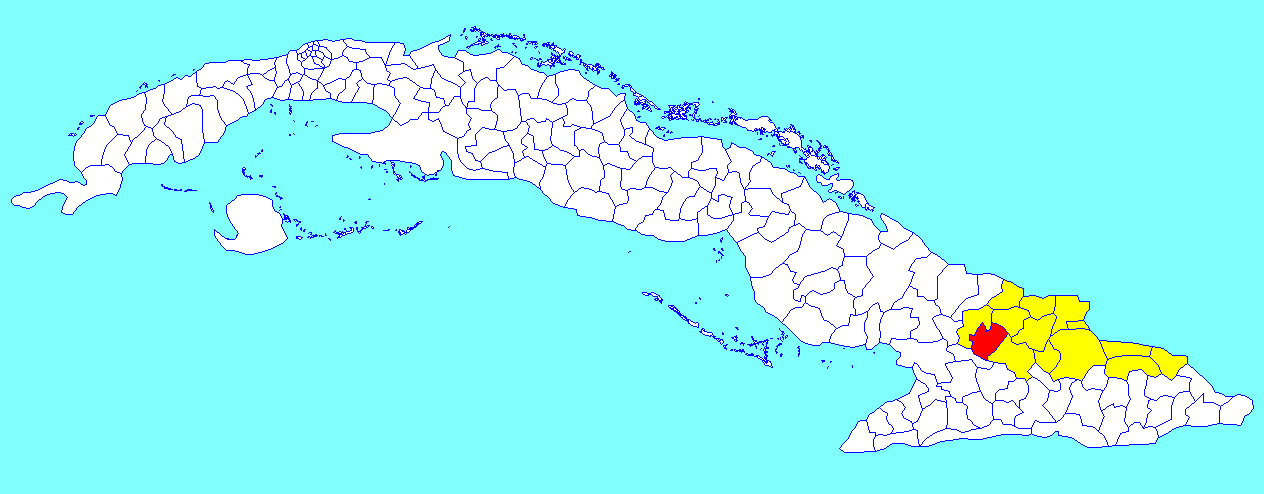
Cacocum dans la province de Holguín

### Divisions administratives
La municipalité comprend dix consejos populares :
- Cayo Cedro
- Cañada Ancha
- La Agraria
- Juan Durán
- Cacocum
- La Fortuna
- Cupey
- Antonio Maceo
- Limpio Chiquito
- Cristino Naranjo

## Population
En 2022, la population était estimée à 39 153 habitants ; pour une surface de 662,1 km2, la densité de population est de 59,13 habitants/km².